# Sadie Sparks
A Sadie Sparks 2019-es ír–francia 3D-s és 2D-s számítógépes animációs vígjáték sorozat, amelyet Bronagh O'Hanlon alkotott. Írországban 2019. április 20-án, míg Magyarországon 2020. augusztus 1-én a Disney Channel mutatta be.

## Cselekmény
Sadie, a tizenéves lány felfedezi, hogy mágikus ereje van. Gilbert, a nyuszi – aki a mágikus birodalomból jött – segít neki elsajátítani a képességeit.

## Szereplők

### Főszereplők
| Szereplő               | Eredeti hang    | Magyar hang      | Leírás                                                |
| ---------------------- | --------------- | ---------------- | ----------------------------------------------------- |
| Sadie Josephine Sparks | Georgia Lock    | Szűcs Anna Viola | 14 éves lány, aki felfedezi, hogy mágikus erővel bír. |
| Gilbert                | Rufus Hound     | Csőre Gábor      | 700 éves morcos nyúl, aki Sadienek segít.             |
| Teepee                 | Joshua LaClair  | Bogdán Gergő     | Sadie barátja.                                        |
| Lulu                   | Dominique Moore | Hermann Lilla    | Sadie barátja.                                        |

### Mellékszereplők
| Szereplő                           | Eredeti hang        | Magyar hang                                          |
| ---------------------------------- | ------------------- | ---------------------------------------------------- |
| Sam                                | Sammy Moore         | Czető Roland                                         |
| Valerie "Val" Garcia               | Laura Aikman        | Pekár Adrienn                                        |
| Tammy és Trixie                    | Laura Aikman        | Gulás Fanni Molnár Ilona                             |
| Tammy és Trixie                    | Laura Aikman        | Laudon Andrea                                        |
| Blaine                             | Tyger Drew-Honey    | Pál Dániel Máté                                      |
| Cornelius                          | Craig Revel Horwood | Fekete Zoltán                                        |
| Selina Sparks                      | Laura Aikman        | Kisfalvi Krisztina                                   |
| Max Sparks                         | Joshua LeClair      | Maszlag Bálint                                       |
| Winifred Eugenia Covert igazgatónő | Morwenna Banks      | Halász Aranka                                        |
| Miss Lacey                         | Dominique Moore     | Kis-Kovács Luca                                      |
| Proctor edző                       | TBA                 | Törköly Levente                                      |
| Jake                               | TBA                 | Seder Gábor                                          |
| Doug                               | TBA                 | Baráth István                                        |
| Mia                                | TBA                 | Berkes Boglárka                                      |
| Nolan                              | TBA                 | Berkes Bence                                         |
| Vincent                            | TBA                 | Rosta Sándor                                         |
| Mordecai                           | TBA                 | Varga Rókus                                          |
| Madge                              | TBA                 | Rátonyi Hajni                                        |
| Purrpetua                          | TBA                 | Nádasi Veronika                                      |
| Whipple ügynök                     | Laura Aikman        | Vámos Mónika                                         |
| Periwinkle ügynök                  | TBA                 | Horváth-Töreki Gergely (1. hang) Pál Tamás (2. hang) |
| Cyril, az útvesztő őrzője          | TBA                 | Király Adrián                                        |
| Zaine                              | TBA                 | Rada Bálint                                          |
| Csiga                              | TBA                 | Szrna Krisztián                                      |

## Magyar változat
A szinkront az SDI Media Hungary készítette.
- Bemondó: Endrédi Máté
- Magyar szöveg: Sík Laura
- Dalszöveg: Nádasi Veronika
- Felvevő hangmérnök: Bokk Tamás (1x01-08, 13), Bogdán Gergő (1x09-12, 14-17), Erdélyi Imre (1x18-26)
- Keverő hangmérnök: Bokk Tamás (1x01-13), Bogdán Gergő (1x14-17), Erdélyi Imre (1x18-26)
- Vágó: Pilipár Éva (1x01-08, 13-17), Bogdán Gergő (1x09-12), Erdélyi Imre (1x18-26)
- Gyártásvezető: Molnár Melinda (1x01-13), Németh Piroska (Németh Piroska néven: 1x14-17; Molnár Piroska néven: 1x18-26)
- Zenei rendező: Posta Victor
- Szinkronrendező: Molnár Ilona
- Produkciós vezető: Máhr Rita

## Évados áttekintés
| Évad | Évad | Epizód | Eredeti sugárzás  | Eredeti sugárzás  | Eredeti adó | Magyar sugárzás    | Magyar sugárzás      | Magyar adó |
| Évad | Évad | Epizód | Évadpremier       | Évadfinálé        | Eredeti adó | Évadpremier        | Évadfinálé           | Magyar adó |
| ---- | ---- | ------ | ----------------- | ----------------- | ----------- | ------------------ | -------------------- | ---------- |
|      | 1    | 26     | 2019. április 20. | 2019. december 4. |             | 2020. augusztus 1. | 2020. szeptember 12. |            |

## Epizódok
| #   | #   | Eredeti cím             | Magyar cím             | Rendezte          | Írta                                                  | Eredeti premier    | Magyar premier       |
| --- | --- | ----------------------- | ---------------------- | ----------------- | ----------------------------------------------------- | ------------------ | -------------------- |
| 1.  | 1.  | Spot On                 | Pattanás               | Darragh O'Connell | Anastasia Heinzi                                      | 2019. április 20.  | 2020. augusztus 1.   |
| 1.  | 1.  | The Need for Speed      | Felpörgetve            | Darragh O'Connell | Rebecca Hobbs                                         | 2019. április 20.  | 2020. augusztus 1.   |
| 2.  | 2.  | Triple Crossed          | Három tekercs          | Darragh O'Connell | Philippe Clerc                                        | 2019. április 21.  | 2020. augusztus 1.   |
| 2.  | 2.  | Three's a Crowd         | Hármasban              | Darragh O'Connell | Rebecca Hobbs                                         | 2019. április 21.  | 2020. augusztus 1.   |
| 3.  | 3.  | Tuff Luck               | A szerencse forgandó   | Darragh O'Connell | Rebecca Hobbs                                         | 2019. április 27.  | 2020. augusztus 2.   |
| 3.  | 3.  | A Walk on the Nile Side | Séta a Nílus partján   | Darragh O'Connell | Fabrice Ziokowski, Thomas Coste és Charlotte Ballatre | 2019. április 27.  | 2020. augusztus 2.   |
| 4.  | 4.  | He's Such a Doll        | Csinibaba              | Darragh O'Connell | Peter Saisselin és Amy Serafin                        | 2019. április 28.  | 2020. augusztus 2.   |
| 4.  | 4.  | Lunch Potion Number 9   | Ebéd bájital           | Darragh O'Connell | Jim Nolan                                             | 2019. április 28.  | 2020. augusztus 2.   |
| 5.  | 5.  | The See-Me-Not Flower   | Ne-láss-meg virág      | Darragh O'Connell | Léa Lespagnol                                         | 2019. május 4.     | 2020. augusztus 8.   |
| 5.  | 5.  | Best Frenemies          | Legjobb barát átok     | Darragh O'Connell | Charlotte Ballastre és Thomas Coste                   | 2019. május 4.     | 2020. augusztus 8.   |
| 6.  | 6.  | Dance Fever             | Tánc láz               | Darragh O'Connell | Philippe Clerc                                        | 2019. május 5.     | 2020. augusztus 8.   |
| 6.  | 6.  | Right on Time           | Épp időben             | Darragh O'Connell | Léa Lespagnol                                         | 2019. május 5.     | 2020. augusztus 8.   |
| 7.  | 7.  | Mascot Trouble          | Kabala a bajban        | Darragh O'Connell | Anastasia Heinzl                                      | 2019. május 11.    | 2020. augusztus 9.   |
| 7.  | 7.  | Glove Story             | Kesztyűs kézzel        | Darragh O'Connell | Tigran Rosine                                         | 2019. május 11.    | 2020. augusztus 9.   |
| 8.  | 8.  | The Double Dare Scare   | Barlang para           | Darragh O'Connell | Muirinn Lane-Kelly                                    | 2019. május 12.    | 2020. augusztus 9.   |
| 8.  | 8.  | Zen Rabbit              | Zen nyuszi             | Darragh O'Connell | Thomas Coste                                          | 2019. május 12.    | 2020. augusztus 9.   |
| 9.  | 9.  | Mentor Mayhem           | Zűrös mentor           | Darragh O'Connell | Marie Beardmore                                       | 2019. július 6.    | 2020. augusztus 15.  |
| 9.  | 9.  | Creature Care           | Anyai ösztönök         | Darragh O'Connell | Rebecca Hobbs                                         | 2019. július 6.    | 2020. augusztus 15.  |
| 10. | 10. | Super Teepee            | Szuper Teepee          | Darragh O'Connell | Phillippe Clerc                                       | 2019. július 7.    | 2020. augusztus 15.  |
| 10. | 10. | A Nose for Trouble      | Valami bűzlik          | Darragh O'Connell | Christopher Panzner és Joan Teffit                    | 2019. július 7.    | 2020. augusztus 15.  |
| 11. | 11. | Magic vs. Aliens        | Űrlények a mágia ellen | Darragh O'Connell | Denise Cassar                                         | 2019. július 13.   | 2020. augusztus 16.  |
| 11. | 11. | Max Profit              | Maximum profit         | Darragh O'Connell | Jim Nolan                                             | 2019. július 13.   | 2020. augusztus 16.  |
| 12. | 12. | Party On!               | Buli van!              | Darragh O'Connell | Léa Lespagnol                                         | 2019. július 14.   | 2020. augusztus 16.  |
| 12. | 12. | The Secret Curse        | A titkos átok          | Darragh O'Connell | Henry Gifford                                         | 2019. július 14.   | 2020. augusztus 16.  |
| 13. | 13. | The Bane of Blaine      | Blaine bajban          | Darragh O'Connell | Arturo Valencia                                       | 2019. július 20.   | 2020. augusztus 22.  |
| 13. | 13. | Mama Memory!            | Mama memória!          | Darragh O'Connell | Léa Lespagnol                                         | 2019. július 20.   | 2020. augusztus 22.  |
| 14. | 14. | Go Bunny Go             | Hajrá nyuszi!          | Darragh O'Connell | Charlotte Ballastre és Thomas Coste                   | 2019. július 21.   | 2020. augusztus 22.  |
| 14. | 14. | The Mysterious Avenger  | A rejtélyes bosszúálló | Darragh O'Connell | Philippe Clerc                                        | 2019. július 21.   | 2020. augusztus 22.  |
| 15. | 15. | Cheeky Monkey           | Csínytalan majmóca     | Darragh O'Connell | Franck Salomé, Nicolas Sedel és Fernando Worcel       | 2019. július 27.   | 2020. augusztus 23.  |
| 15. | 15. | Sleeping City           | Alvó város             | Darragh O'Connell | Anastasia Heinzl                                      | 2019. július 27.   | 2020. augusztus 23.  |
| 16. | 16. | Advanced Pranking       | Haladó tréfa           | Darragh O'Connell | Vincent Souchon                                       | 2019. július 28.   | 2020. augusztus 23.  |
| 16. | 16. | The Doomed Watch        | Elátkozott óra         | Darragh O'Connell | Muirinn Lane-Kelly                                    | 2019. július 28.   | 2020. augusztus 23.  |
| 17. | 17. | Diva Sadie              | Sadie a díva           | Darragh O'Connell | Denise Cassar                                         | 2019. november 25. | 2020. augusztus 29.  |
| 17. | 17. | Lulu's Shoes            | Lulu cipője            | Darragh O'Connell | Tigran Rosine                                         | 2019. november 25. | 2020. augusztus 29.  |
| 18. | 18. | Best Friends Forever    | Örök barátok           | Darragh O'Connell | Franck Salomé, Nicolas Sedel és Fernando Worcel       | 2019. november 26. | 2020. augusztus 29.  |
| 18. | 18. | Monster Exchange        | Szabadnap              | Darragh O'Connell | Philippe Clerc                                        | 2019. november 26. | 2020. augusztus 29.  |
| 19. | 19. | Living the Dream        | Valóra vált álom       | Darragh O'Connell | Annabelle Perrichon                                   | 2019. november 27. | 2020. augusztus 30.  |
| 19. | 19. | Light at Heart          | Könnyű szívvel         | Darragh O'Connell | Lèa Lespagnol                                         | 2019. november 27. | 2020. augusztus 30.  |
| 20. | 20. | It's Showtime           | Kezdődhet a műsor      | Darragh O'Connell | Thomas Coste                                          | 2019. november 28. | 2020. augusztus 30.  |
| 20. | 20. | Cupcake Chaos           | Támad a muffin         | Darragh O'Connell | Robert Vargas                                         | 2019. november 28. | 2020. augusztus 30.  |
| 21. | 21. | Truth Bubbles           | Igazság buborék        | Darragh O'Connell | Oliver Serrano                                        | 2019. november 29. | 2020. szeptember 5.  |
| 21. | 21. | Detention Games         | Kincsvadászat          | Darragh O'Connell | Annabelle Perrinchop                                  | 2019. november 29. | 2020. szeptember 5.  |
| 22. | 22. | Heat Stroke             | Hőhullám               | Darragh O'Connell | Theresa Rippel és Léa Lespagnol                       | 2019. november 30. | 2020. szeptember 5.  |
| 22. | 22. | A Tale of Two Sadies    | Két Sadie regénye      | Darragh O'Connell | Tigran Rosine                                         | 2019. november 30. | 2020. szeptember 5.  |
| 23. | 23. | Poetry in Motion        | A költészet ereje      | Darragh O'Connell | Thomas Coste                                          | 2019. december 1.  | 2020. szeptember 6.  |
| 23. | 23. | Oh Grow Up!             | Jaj nő már fel         | Darragh O'Connell | Franck Salomé, Nicolas Sedel és Fernando Worcel       | 2019. december 1.  | 2020. szeptember 6.  |
| 24. | 24. | Groundhog Date          | Idétlen randikig       | Darragh O'Connell | Jim Nolan                                             | 2019. december 2.  | 2020. szeptember 6.  |
| 24. | 24. | Melvin Rules            | Melvin Szabályai       | Darragh O'Connell | Franck Salomé, Nicolas Sedel és Fernando Worcel       | 2019. december 2.  | 2020. szeptember 6.  |
| 25. | 25. | Smarten Up              | Okosítómasina          | Darragh O'Connell | Léa Lespagnol                                         | 2019. december 3.  | 2020. szeptember 12. |
| 25. | 25. | Magic Mojo              | Varázs Mojo            | Darragh O'Connell | Philippe Clerc                                        | 2019. december 3.  | 2020. szeptember 12. |
| 26. | 26. | Hanging in There        | Lebegés                | Darragh O'Connell | Tigran Rosine                                         | 2019. december 4.  | 2020. szeptember 12. |
| 26. | 26. | Oh-My-Giddy!            | Jesszumpepi            | Darragh O'Connell | Bronagh O'Hanlon, Charlie Kennedy és Rebecca Hobbs    | 2019. december 4.  | 2020. szeptember 12. |

### Sadie Sparks: Vicces, öreg nyuszi
| #  | #  | Eredeti cím                          | Magyar cím      | Eredeti premier | Magyar premier     |
| -- | -- | ------------------------------------ | --------------- | --------------- | ------------------ |
| 1. | 1. | Cool Rabbit - Gilbert in "Bom Bom"   |                 |                 |                    |
| 2. | 2. | Fun Rabbit - Gilbert in "The Voice"  |                 |                 |                    |
| 3. | 3. | Cool Rabbit - Gilbert in "The Fly"   | A légy          |                 | 2020. december 11. |
| 4. | 4. | Cool Rabbit - Gilbert in "Sticky"    |                 |                 |                    |
| 5. | 5. | Cool Rabbit - Gilbert in "The Dance" | A tánc          |                 | 2020. december 18. |
| 6. | 6. | Fun rabbit - Gilbert in "Yoga Bunny" | A jógázó nyuszi |                 | 2020. december 18. |
| 7. | 7. | Cool Rabbit - Gilbert in "Gah"       | Gá              |                 | 2021. január 23.   |

### Rövidfilmek
| #  | #  | Eredeti cím                      | Magyar cím           | Eredeti premier | Magyar premier   |
| -- | -- | -------------------------------- | -------------------- | --------------- | ---------------- |
| 1. | 1. | Introducing Sadie                | Sadie bemutatkozik   |                 | 2021. január 19. |
| 2. | 2. | Introducing Gilbert              | Gilbert bemutatkozik |                 |                  |
| 3. | 3. | Rivalry between wizards          | Varázsló ellenfelek  |                 |                  |
| 4. | 4. | Healthy Mind, Healthy Body       | Egészséges életmód   |                 |                  |
| 5. | 5. | Disadvantages of a wizard's life | Varázsgondok         |                 |                  |
| 6. | 6. | Gilbert the Grumpy               | Morcos Gilbert       |                 |                  |

## Gyártás
A sorozatot a Brown Bag Films (Írország) és a Cyber Group Studios (Franciaország) gyártotta. A sorozat két animációs stílust ötvöz; az emberi világ 3D-ben, míg a varázslatos birodalom, 2D-ben van animálva. A sorozat 6-11 éves gyermekeknek szól.

## Nemzetközi sugárzások
A Sadie Sparks 2019. április 20-án mutatták az Egyesült Királyságban és Írországban a Disney Channelen, de az első két epizódot korábban már látható volt a YouTubeon április 9-én. Franciaország is a Disney Channel mutatta be 2019. május 26-án. Ausztráliában az ABC Me mutatta be. Kanadában a Family Channel mutatta be 2020. január 6-án.